# نانسي مولر
نانسي مولر (بالإنجليزية: Nancy Schön)‏ هي نحّاتة أمريكية، ولدت في 1929.